# Paramurexia rothschildi
Paramurexia rothschildi är ett pungdjur i familjen rovpungdjur som förekommer på Nya Guinea. Epitet i det vetenskapliga namnet hedrar den engelska zoologen Walter Rothschild.

## Beskrivning
Arten beskrevs efter 10 individer som hittades mellan 1930- och 1950-talet. De hade en längd mellan 124 och 170 millimeter och därtill kom en 140 till 184 millimeter lång svans. De bakre extremiteterna hade en längd på 25 till 34 millimeter och öronen var 13 till 22 millimeter långa. Vikten bestämdes med 32 till 102 gram. Ovansidan har en mörkgrå grundfärg och liksom hos flera musliknande rovpungdjur finns en längsgående svart strimma på ryggens mitt. Undersidan av den släta, korta och täta pälsen är ljusbrun. Honor har fyra spenar.
Arten vistas i kuperade regioner med skog som ligger 600 till 1 400 meter över havet. Djuret hittades i provinsen Milne Bay i sydöstra Nya Guinea och i angränsande regioner på ön.
Paramurexia rothschildi vistas främst på marken men har förmåga att klättra i träd. Den är främst aktiv på natten och gömmer sig på dagen i bon under jorden. Antagligen finns inga särskilda parningstider och honor föder upp till fyra ungar per kull. Födan utgörs bland annat av skalbaggarnas larv samt av småfåglar.
Arten räknades tidigare till släktet Murexia men 2005 flyttades den efter en kladistisk analys till ett eget släkte. Den nya indelningen godkänns inte av alla zoologer.
Artens population uppskattas med endast 23 individer. Den hotas genom habitatförlust och då den jagas av förvildade hundar. Gruvdrift på nickel och odlingsmark för oljepalmer ska upprättas i utbredningsområdet. IUCN listar arten som sårbar (vulnerable).